# Yocto計劃
Yocto計劃（英語：Yocto Project™），一個自由軟體專案計劃，由Linux基金會於2010年宣布，這個計劃的目標在於創造出可以提供嵌入式linux發行版的軟體工具，以改善軟體發展流程。2011年3月，這個計劃與OpenEmbedded計劃結合，以OpenEmbedded-Core計劃作為計劃的另一個名稱。
它提供跨平台工具、元数据以及流程以利于快速和可复制的开发Linux嵌入式系统。
Yocto計畫主要由三個元件組成：
BitBake：讀取配置檔與處方檔（recipes)並執行，配置與建置所指定的應用程式或者系統檔案映像檔。
OpenEmbedded-Core：由基礎layers所組成，並為處方檔（recipes)，layers與classes的集合：這些要素都是在OpenEmbedded系統中共享使用的。
Poky：是一個參考系統。是許多案子與工具的集合，用來讓使用者延伸出新的發行版（Distribution)

## 外部連結
- 官方网站